# Música surf

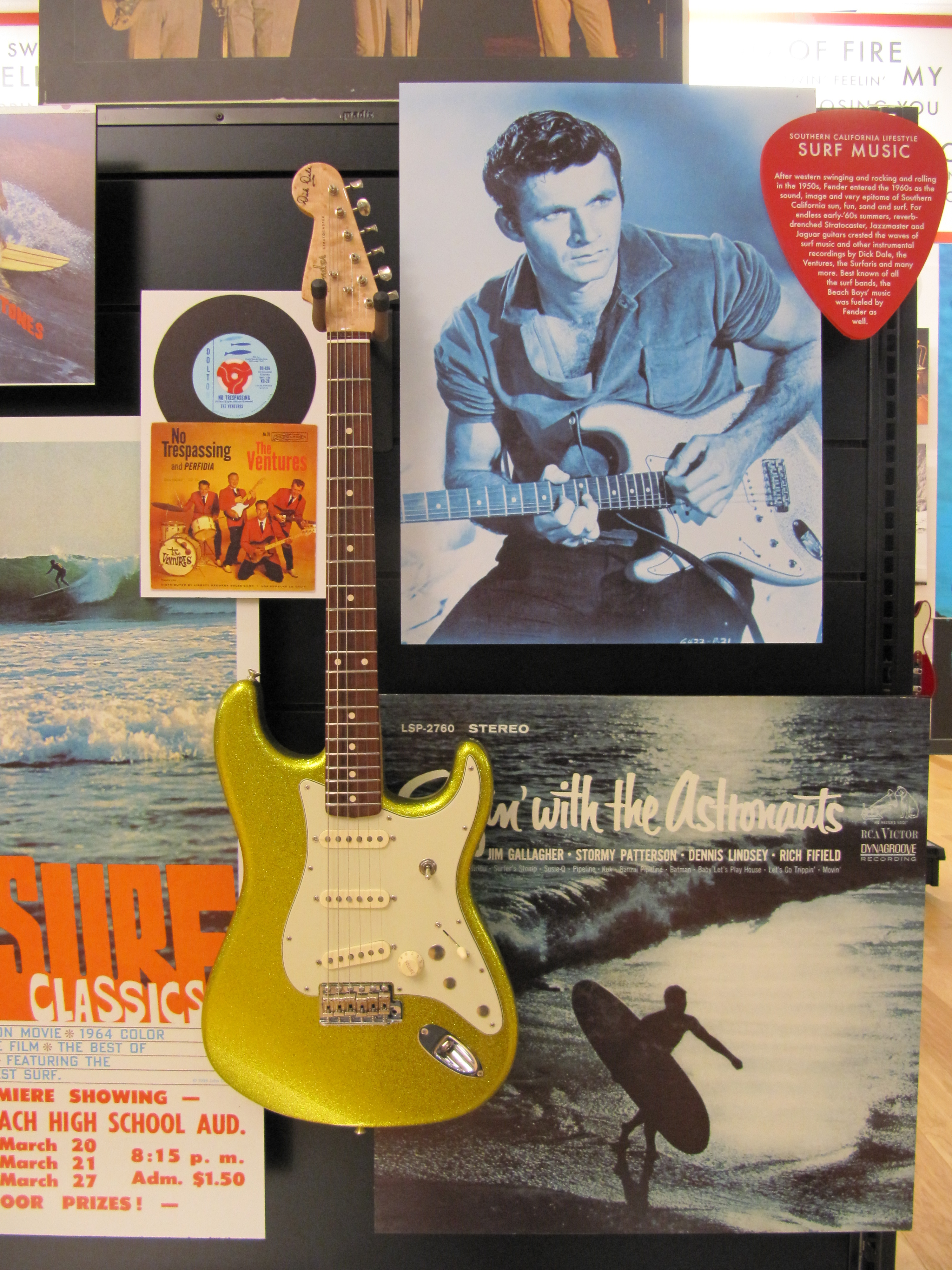
Guitarra típica d'aquest gènere musical

La música surf és un gènere de música associat a la cultura de surf, en particular de Califòrnia. És especialment popular entre 1961 i 1965. A partir de la banda sonora de la pel·lícula Pulp Fiction va tornar a posar-se de moda i va ser molt influent en la música rock posterior. Té dues formes principals: el surf rock en gran part instrumental, amb una guitarra elèctrica o el saxofon tocant la melodia principal, iniciada per Dick Dale i The Del-Tones, i el surf pop vocal, tant balades de surf i la música de ball, sovint amb harmonies vocals complicades que practicaven els Beach Boys o Jan and Dean. Però el que realment uneix aquest estil és el so de la reverberació al màxim, els amplis amb vàlvula de buit i les guitarres Fender, en especial la Fender Jaguar.